# 北彭德爾頓營 (加利福尼亞州)
北彭德爾頓營（英語：Camp Pendleton North）是位於美國加利福尼亞州聖地牙哥縣的一個人口普查指定地區。

## 地理
北彭德爾頓營的座標為33°18′18″N 117°18′22″W / 33.30500°N 117.30611°W，而該地最高點為海拔高度113米（即371英尺）。

## 人口
根據2010年美國人口普查的數據，北彭德爾頓營的面積為23.456平方千米，當中陸地面積為22.931平方千米，而水域面積為0.525平方千米。當地共有人口5200人，而人口密度為每平方千米221人。